# Длуґобуж
Длуґобуж (пол. Długobórz) — село в Польщі, у гміні Замбрув Замбровського повіту Підляського воєводства.
У 1975-1998 роках село належало до Ломжинського воєводства.